# Tibi et Igni
Tibi et Igni è il decimo album in studio del gruppo death metal polacco Vader, pubblicato nel 2014.

## Tracce
1. Go to Hell – 4:37
2. Where Angels Weep – 2:19
3. Armada on Fire – 3:51
4. Triumph of Death – 3:46
5. Hexenkessel – 5:29
6. Abandon All Hope – 2:24
7. Worms of Eden – 3:35
8. The Eye of the Abyss – 6:45
9. Light Reaper – 4:29
10. The End – 4:56
11. Necropolis (bonus track) – 4:16
12. Des Satans Neue Kleider (bonus track; Das Ich cover) – 4:45

## Formazione
- Piotr "Peter" Wiwczarek – voce, chitarre
- Marek "Spider" Pająk – chitarre
- Tomasz "Hal" Halicki – basso
- James Stewart – batteria